# Kulevi olajterminál
A Kulevi olajterminál Grúzia fekete-tengeri partvidékén, Poti kikötővárostól északra, Kulevi falu mellett található kikötő, mely kőolaj tankhajókba töltésére és továbbítására alkalmas.
Az olajterminál és kikötő létrehozását még Eduard Sevardnadze grúz elnök kezdeményezte 1999-ben. Az építkezés az 1999. szeptember 8-i elnöki rendeletét követően kezdődött el. A munkálatokat 2002-ben azonban környezetvédelmi problémák és pénzügyi nehézségek miatt felfüggesztették. 2004-ben Badri Patarkacisvili grúz üzletember vezetésével egy nemzetközi befektetői csoportnak köszönhetően újraindították az építkezést. 2006-ban Patarkacisvili eladta részesedését az Azeri Állami Olajipari Vállalatnak (angol rövidítéssel: SOCAR). A terminál építését 2007 novemberében fejezték be, majd 2008. május 16-án nyitották meg hivatalosan. 2009-ben a terminál területe vámmentes terület státuszt kapott.
A kulevi terminál a kaukázusi és közép-ázsiai kőolajnak a Fekete-tengerre, innen pedig a világpiacra juttatását oldja meg. A terminál jelenleg azeri olajat továbbít.
Az olajterminál 320 000 m³ tárolókapacitással, valamint 180 vasúti tartálykocsi elhelyezésére elegendő vasúti pályaudvarral rendelkezik. A terminál berendezései két kikötőhelyen óránként 1000–8000 m³ olajat képesek tankhajókba tölteni. Az olajterminált a Black Sea Terminal Ltd., az azeri SOCAR leányvállalata üzemelteti. Napjainkban évi 10 millió tonna kőolajat és egyéb kőolajterméket továbbít. A SOCAR tervezi a kapacitás növelését, évi 20 millió tonnára.